# اوسکا (روستا)
اوسکا (به مجاری: Uszka) یک منطقهٔ مسکونی در مجارستان است که در سابولچ-ساتمار-برگ واقع شده‌است. اوسکا ۷٫۳۶ کیلومتر مربع مساحت و ۴۵۴ نفر جمعیت دارد.